# Philaenus quadriguttatus
Philaenus quadriguttatus är en insektsart som först beskrevs av Weber 1801.  Philaenus quadriguttatus ingår i släktet Philaenus och familjen spottstritar. Inga underarter finns listade i Catalogue of Life.